# 坂下光明
坂下 光明（さかした みつあき）は、日本の薬学者（製薬学）、実業家。学位は博士（医学）（昭和大学・1992年）。
日産化学工業株式会社での勤務を経て、昭和大学医学部研究員、日産化学工業株式会社取締役、日星産業株式会社専務などを歴任した。

## 概要
製薬学を専攻する薬学者である。高コレステロール血症の治療薬の研究で知られており、ピタバスタチンの開発に成功した。日産化学工業での勤務を経て、昭和大学で研究に従事した。その後、日産化学工業や日星産業の役員などを歴任した。

## 来歴

### 生い立ち
静岡薬科大学に進学し、薬学部の製薬学科にて学んだ。1977年（昭和52年）、静岡薬科大学を卒業し、薬学士の称号を取得した。静岡薬科大学の大学院に進学し、薬学研究科にて学んだ。1979年（昭和54年）には同大学の大学院における修士課程を修了し、薬学修士の学位を取得した。

### 薬学者として
1979年（昭和54年）、日産化学工業に入社した。その後、昭和大学にて医学部の研究員となった。医学部においては第一薬理学教室に所属していた。なお、博士論文として「コレステロール負荷家兎の実験的動脈硬化に対するNIP-200の抑制効果」を執筆し、1992年（平成4年）11月26日に昭和大学より博士（医学）の学位を授与されている。
2008年（平成20年）、日産化学工業の取締役の一人として名を連ねるとともに、医薬品事業部の事業部長を兼務した。また、昭和大学においては、医学部の講師を兼任していた。医学部においては引き続き第一薬理学教室に所属していた。2014年（平成26年）、日産化学工業に執行役員制度が導入されることになった。それに伴い、同社の執行役員の一人として名を連ね、引き続き医薬品事業部の事業部長を兼務した。なお、同年6月に日産化学工業の取締役を退任している。
2016年（平成28年）、日産化学工業の執行役員を退任し、日星産業の取締役として専務に就任した。日産化学工業における医薬品事業部の後任の事業部長には生頼一彦が就いた。

## 研究

ピタバスタチンの分子模型

専門は薬学であり製薬学などの分野に携わった。特に高コレステロール血症の治療薬の研究で知られている。
高コレステロール血症は動脈硬化性疾患の危険因子の一つとして挙げられており、従前より有用な治療薬が望まれていた。スタチンが血中コレステロールを低下させることが知られるようになり、1980年代には有効性や安全性の高い薬剤の創生を実現するため、世界中で激しい開発競争が行われていた。フルバスタチンやセリバスタチンが上市されるに至ったものの、有効性と安全性を充分に満たした薬剤は存在しなかった。そこで、日産化学工業において有効性と安全性を満たす新たなスタチンを研究し、複数の複素環においてシクロプロピル基を有する有望なスタチンを見出した。興和とライセンス契約を締結することで、最終的にピタバスタチンとして上市にこぎつけた。
これらの業績により、2016年7月に静薬学友会賞を受賞している。

## 略歴
- 1977年 - 静岡薬科大学薬学部卒業[1]。
- 1979年 - 静岡薬科大学大学院薬学研究科修了[1]。
- 1979年 - 日産化学工業入社[1]。
- 2008年 - 日産化学工業取締役[1]。
- 2014年 - 日産化学工業執行役員[1][4][5][6]。
- 2016年 - 日星産業専務[1][7]。

## 賞歴
- 2016年 - 静薬学友会賞[9]。

### 註釈
1. ↑  静岡薬科大学は、静岡女子大学、静岡女子短期大学と統合され、1987年に静岡県立大学が設置された。
2. ↑  薬学士の称号は、1991年7月以降の学士（薬学）の学位に相当する。
3. ↑  薬学修士の学位は、1991年7月以降の修士（薬学）の学位に相当する。
4. ↑  日産化学工業株式会社は、2018年に日産化学株式会社に改組された。